# パブリック・イメージ・リミテッド
パブリック・イメージ・リミテッド (Public Image Ltd) は、ジョン・ライドンが1978年に結成したイングランドのロックバンドである。略称はPIL。

## 来歴
1978年、ライドンはセックス・ピストルズを脱退してレゲエの本場ジャマイカで3週間の休暇を過ごした後、レゲエ好きの友人ジャー・ウォブルとザ・クラッシュの元ギタリストのキース・レヴィンに声を掛けてPILを結成した。ドラマーのジム・ウォーカーはオーディションによって雇われた。
1978年12月、ファースト・アルバム『パブリック・イメージ』をヴァージンから発表。
1979年11月、セカンド・アルバム『メタル・ボックス』を発表。ドラマーのウォーカーは制作開始時には既に在籍しておらず、ドラムはデービッド・ハンフリー、リチャード・デュダンスキー、ウォブル、レヴィン、マーティン・アトキンスによって演奏された。このアルバムはヒットチャートの上位にランクインし、音楽的なユニークさからも彼等の代表作とされている。発表直後、ウォブルが意見の相違のためバンドを脱退。彼の最初のソロ・アルバムは、『メタル・ボックス』の音源を無断流用したものだった。またアトキンスも一旦解雇となる。
1981年4月、メンバーはアトキンスを呼び戻し、新しいベーシストを迎えることなく、『フラワーズ・オブ・ロマンス』を発表。
長いブランクを挟み、ライドンとレヴィンは『Commercial Zone』を録音。しかしリリース直前に意見の相違によりレヴィンが脱退し、同録音を自主制作盤として発表。PIL（ライドンとアトキンス）はその別バージョンといえる『ジス・イズ・ホワット・ユー・ウォント』(1984年7月)を発表。
その後、PILはライドン中心の流動的なプロジェクトとなり、『ALBUM』(1986年2月)を発表。『HAPPY?』(1987年9月)以降はパーマネントなバンド編成となり、『ザット・ホワット・イズ・ノット』(1992年2月)を最後に活動を休止。2009年12月のイギリス・ミニツアーで活動を再開した。
2012年5月に『ディス・イズ・PiL』を発表。ライドンは20年間リリースが無かったことについて「自分の意志でそうしたわけではない」「レコード会社との契約が邪魔して取りかかれなかった。待ってタイミングを計るしかなかったんだ」と発言している。
2022年11月、ライドンのかつての盟友だった創設メンバーのレヴィンが病没。

## メンバー

### 現在のメンバー
- ジョン・ライドン (John Lydon) - ボーカル、その他諸々 (1978年-1992年、2009年- )
- ブルース・スミス (Bruce Smith) - ドラム、バック・ボーカル (1986年-1990年、2009年- )
- ルー・エドモンズ (Lu Edmonds) - ギター、サズ(SAZ)※リュート属の撥弦楽器、キーボード、バック・ボーカル (1986年-1988年、2009年- )
- スコット・ファース (Scott Firth) - ベース、キーボード、バック・ボーカル (2009年- )

### 旧メンバー
- キース・レヴィン (Keith Levene) - ギター、キーボード、その他諸々（1978年-1983年） ♰RIP.2022
- ジャー・ウォブル (Jah Wobble) - ベース（1978年-1980年）
- ジム・ウォーカー (Jim Walker) - ドラム（1978年）
- ヴィヴィアン・ジャクソン (Vivian Jackson) – ドラム (1979年)
- デービッド・ハンフリー (David Humphrey) – ドラム (1979年2月)
- リチャード・デュダンスキー (Richard Dudanski) – ドラム (1979年4月-9月)
- カール・バーンズ (Karl Burns) – ドラム (September 1979年)
- マーティン・アトキンス (Martin Atkins) - ドラム（1979年-1980年、1982年-1985年）
- スチュ・ニュー (Steve New) – ギター (1980年 2010年没)
- ケン・ロッキー (Ken Lockie) – キーボード (1982年)
- ピート・ジョーンズ (Pete Jones) – ベース (1982年-1983年)
- ジョン・マクゴー (John McGeoch) – ギター (1986年-1992年 2004年没)
- アラン・ディアス (Allan Dias) – ベース (1986年-1992年)

### その他の協力者
- デイヴ・クロウ (Dave Crowe) - 秘書 (1978年-1981年)
- ジャネット・リー (Jeannette Lee) - 映像作家 (1979年-1983年)

## ディスコグラフィ

### スタジオ・アルバム
- 『パブリック・イメージ』 - Public Image: First Issue (1978年)

ピストルズ時代のR&Rを拒絶したジャーマンロック的なサウンド。ライドンのボーカル・スタイルも高くいななくようなものに変わっている。
- 『メタル・ボックス』 - Metal Box (1979年)

45回転LP3枚組が、文字通り金属製のボックスに入った形で発売されたアルバム（映画のフィルムケース、あるいは地雷にも似た円盤状のボックス）。ジャー・ウォブルの地を這うようなベースと、キース・レヴィンのギター、ライドンの声が絡み合う。曲順を変更して通常の33回転LPの2枚組としたレギュラー・バージョン『Second Edition』も出ている。
- 『フラワーズ・オブ・ロマンス』 - The Flowers of Romance (1981年)

ベースレス編成になったことで民族音楽に接近、呪術的なドラムサウンド。
- 『ラブソング』This is not a love song を２テイク、Blue Water、Public Image (78年)の4曲構成のLPサイズ45回転のシングル。このテイクは次のアルバムには収録されなかった。
- 『ジス・イズ・ホワット・ユー・ウォント』 - This Is What You Want... This Is What You Get (1984年)

『コマーシャル・ゾーン』の曲の再演では大胆にディスコサウンドを取り入れた。
- 『ALBUM』 - Album[注釈 3] (1986年)

ビル・ラズウェルがプロデュースしたハードなサウンド。坂本龍一、スティーヴ・ヴァイ、ジンジャー・ベイカーが参加。
- 『HAPPY?』 - Happy? (1987年)

マガジン、ポップ・グループなどの元メンバーが集まったバンド編成となる。サウンド的にはポップ路線。
- 『9/ナイン』 - 9 (1989年)

前作を引き継いだポップ路線の第2弾。ペット・ショップ・ボーイズやニュー・オーダー等のプロデューサーとして知られるステファン・ヘイグがプロデュース。
- 『ザット・ホワット・イズ・ノット』 - That What Is Not (1992年)

一部メンバーが入れ替わったポップ路線の第3弾。セックス・ピストルズの曲をサンプリングに使っている。
- 『ディス・イズ・PiL』 - This Is PiL (2012年) ※旧邦題『This is PiL - 伝説をぶっとばせ』
- 『ホワット・ザ・ワールド・ニーズ・ナウ…』 - What The World Needs Now (2015年)

### ライブ・アルバム
- 『P.I.L.パリ・ライヴ』 - Paris au Printemps (1980年)

パリ公演。観客に向かい、"Shut up!" と冷たく言い放つライドン。初期PILの貴重な記録。
- 『ライヴ・イン・TOKYO』 - Live In Tokyo (1983年)

初来日公演を記録したライブ盤。45回転LP2枚組でリリースされた。ドラムのマーティン・アトキンス以外はセッション・ミュージシャンを起用し、演奏は評判が悪かったが、アルバムとしてはヒットした。
- AliFE (2009年)
- Live at the Isle of Wight Festival 2011 (2011年)
- 『ロックパラスト1983』 - Live at Rockpalast 1983 (2012年)
- Live at O2 Shepherd's Bush Empire (2015年)

### コンピレーション・アルバム
- Commercial Zone (1983年) ※自主制作盤
- 『グレイテスト・ヒッツ・ソー・ファー』 - The Greatest Hits, So Far (1990年)

初のベスト盤。内容はレヴィン脱退後である後期の曲が中心。
- Box (1990年) ※ボックス・セット
- Plastic Box (1999年)

全シングルのAB面と代表曲を集めたボックスセット。
- Public Image/Second Edition (2003年) ※2in1再発
- Gold (2012年)
- 『ザ・パブリック・イメージ・イズ・ロットン（ソングス・フロム・ザ・ハート）』 - The Public Image is Rotten - Songs from the Heart (2018年)

## 日本公演
- 1983年 初来日公演・7月1日 中野サンプラザ ※VHS『Live in Japan '83』、DVD『PiL日本’83』として映像化。

6月21日 中野サンプラザ、6月24日 名古屋市公会堂、6月25日 大阪厚生年金会館、6月27日28日7月1日2日 中野サンプラザ、7月4日 京都会館、7月5日 中野サンプラザ
- 1985年
- 1987年
- 1989年
- 2011年 サマーソニック
- 2013年
- 2018年